# Hongaarse Communistische Partij
De Communistische Partij van Hongarije (Hongaars: Kommunisták Magyarországi Pártja), omgedoopt tot de Hongaarse Communistische Partij (Magyar Kommunista Párt) in 1945, werd opgericht op 24 november 1918 en was kort aan de macht van maart-augustus 1919 onder Béla Kun en de Hongaarse Radenrepubliek. De communistische regering werd omvergeworpen door het Roemeense leger en de partij werd ondergronds gedreven. De partij herwon de macht na de Tweede Wereldoorlog en hield de macht vanaf 1945 onder leiding van Mátyás Rákosi. In 1948 werd de partij samengevoegd met de sociaaldemocraten tot de Hongaarse Werkerspartij. De Communistische Partij van Hongarije was een lid van de Communistische Internationale.